# Amorn Yuktanandana
Amorn Yuktanandana (taj. อมร ยุกตะนันท์; ur. 16 czerwca 1928 w Tajlandii, zm. 10 października 2015 w Krung Thep) – tajski strzelec specjalizujący się w strzelaniu z pistoletu dowolnego z odl. 50 metrów, olimpijczyk.
Trzykrotnie brał udział w letnich igrzyskach olimpijskich (IO 1960, IO 1964 i IO 1968). Najwyżej, bo na 44. miejscu, uplasował się na igrzyskach w Tokio (1964). W Rzymie (1960) był 45., natomiast w Meksyku (1968) zajął 65. pozycję.
W 1966 roku zajął czwarte miejsce (z wynikiem 524 punktów) podczas igrzysk azjatyckich w Bangkoku. Rok później osiągnął największy sukces w karierze – zdobył brązowy medal mistrzostw Azji w Tokio (osiągnął 538 punktów).

## Wyniki olimpijskie
| Igrzyska | Konkurencja            | Wynik                                                                            | Miejsce    | Źródło |
| -------- | ---------------------- | -------------------------------------------------------------------------------- | ---------- | ------ |
| IO 1960  | Pistolet dowolny, 50 m | Kwalifikacje – 336 punktów (89-84-80-83) Finał – 515 punktów (86-83-89-88-82-87) | 45 (na 67) | [ 1 ]  |
| IO 1964  | Pistolet dowolny, 50 m | 509 punktów (85-84-83-85-88-84)                                                  | 44 (na 52) | [ 2 ]  |
| IO 1968  | Pistolet dowolny, 50 m | 511 punktów (89-85-86-83-85-83)                                                  | 64 (na 69) | [ 3 ]  |